# Saint-Front-de-Pradoux
Saint-Front-de-Pradoux – to miejscowość i gmina we Francji, w regionie Nowa Akwitania, w departamencie Dordogne.
Według danych na rok 1990 gminę zamieszkiwało 1000 osób, a gęstość zaludnienia wynosiła 111 osób/km² (wśród 2290 gmin Akwitanii Saint-Front-de-Pradoux plasuje się na 429. miejscu pod względem liczby ludności, natomiast pod względem powierzchni na miejscu 1135.).